# فورتون، لانکاشر
فورتون (به انگلیسی: Forton) یک روستا و محله مدنی در بریتانیا است که در Wyre واقع شده‌است. فورتون ۱٬۲۱۳ نفر جمعیت دارد.